# Trechaleoides keyserlingi
Trechaleoides keyserlingi là một loài nhện trong họ Trechaleidae.
Loài này thuộc chi Trechaleoides. Trechaleoides keyserlingi được Frederick Octavius Pickard-Cambridge miêu tả năm 1903.